# جون مور (طبال)
جون مور (بالإنجليزية: John Moore)‏ هو طبال بريطاني، ولد في 23 ديسمبر 1964 في إنجلترا في المملكة المتحدة.

## وصلات خارجية
- الموقع الرسمي
- جون مور على موقع ميوزك برينز (الإنجليزية)
- جون مور على موقع أول ميوزيك (الإنجليزية)
- جون مور على موقع ديسكوغز (الإنجليزية)